# Chrysler LHS
La Chrysler LHS est une grande berline de luxe, produite par Chrysler de 1994 à 2001, avec une année de pause pour 1998. Elle a remplacé la Chrysler Imperial. La production de la LHS a été poursuivie en 2002 sous le nom de Concorde version Limited.

## Première génération (1994 à 1997)
Présentée en mai 1993 et vendue à partir de 1994, la Chrysler LHS été le modèle haut de gamme de la division Chrysler, ainsi que la plus chère des voitures à plateforme LH de Chrysler. Tous les modèles de la série LH partagent un empattement de 113,0 pouces (2870 mm) et été développés à l'aide du nouveau système de conception informatique de Chrysler.
La LHS été différenciée de la berline New Yorker par ses sièges baquets en cuir (la New Yorker ayant une banquette) et par des équipements de série telles que des roues en alliage qui étaient des options sur la New Yorker. D'autres différences entre la Chrysler LHS et son homologue New Yorker étaient visibles, comme une console et un levier de vitesses au sol, sièges pour cinq passagers, manque de finition chromée, un intérieur amélioré et une image plus sportive. À partir de l'année modèle 1996, la New Yorker a été abandonnée au profit d'une option à six places sur la LHS. La LHS a subi un changement de face avant mineur en 1995 lorsque l'emblème pentastar de l'entreprise a été remplacé par l'emblème relancé de la marque Chrysler.
La LHS inclus le V6 3.5 L EGE 24 soupapes de 214ch, calandre, rétroviseurs extérieurs et garnitures couleur carrosserie, l'ESP, des jantes aluminium, des phares antibrouillard, sièges avant électriques à 8 réglages, une sono haut de gamme avec amplificateurs et la climatisation automatique. Contrairement à la New Yorker, les sièges en cuir étaient de série.

### Changements annuels
- 1995 - Les phares sur les modèles de 1994 été mal conçus, Chrysler a reçu des plaintes au sujet de leur faible luminosité, et les corrigea en automne 1994 pour les modèles de 1995. Un faisceau de phare redessiné en style projecteur, ce qui était plutôt rare pour l'époque. Par ailleurs, les nouveaux badges Chrysler remplacèrent le Pentastar.
- 1996 - Les rétroviseurs couleur carrosserie n'étaient plus disponibles, ainsi que le téléphone de voiture en option. Avec l'arrêt de New Yorker, les banquettes sont devenues facultatives. La télécommande de garage universelle Homelink et une antenne cachée étaient désormais de série.

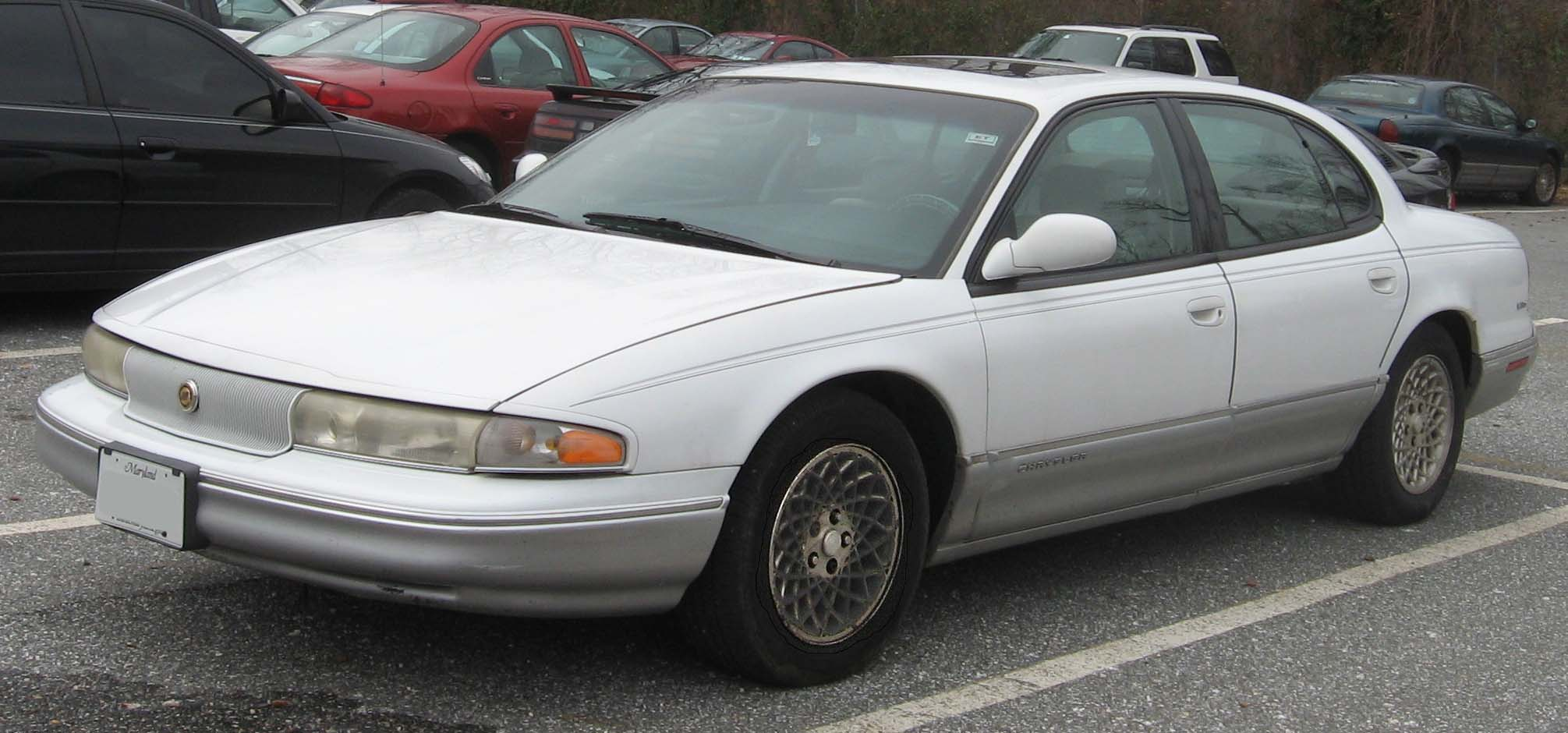
Chrysler LHS (Première génération)
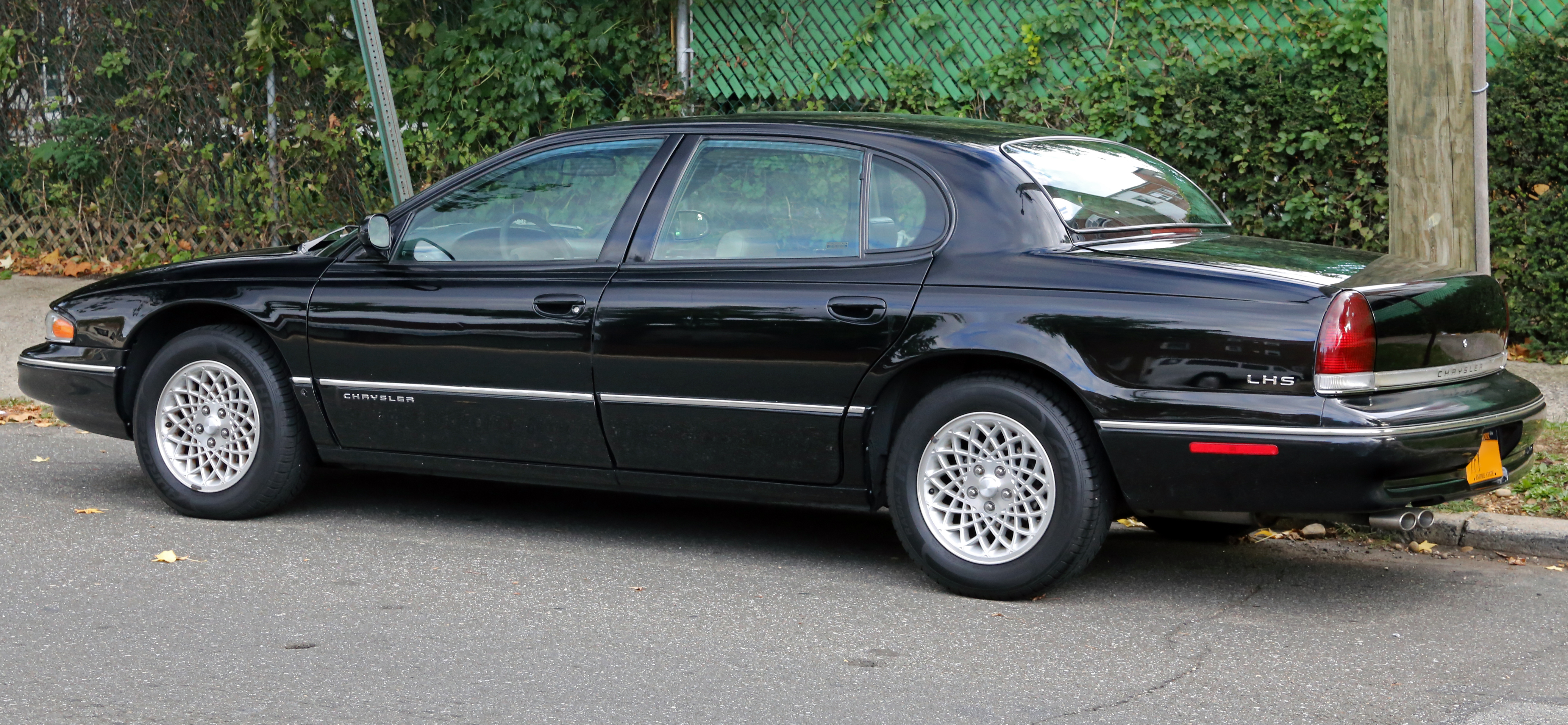
Chrysler LHS (Première génération)

## Deuxième génération (1999 à 2001)
Après une année de pause, une nouvelle LHS a été présentée en 1998 pour 1999. Elle était en vedette de la gamme, et fut le modèle phare de Chrysler. Avec l'introduction de la 300M et de l'abandon de la New Yorker, la deuxième génération de la LHS rivalisait avec les grandes berlines de luxe telles traditionnelles, tandis que la plus courte et plus sportive 300M concurrençait le marché du haut de gamme performant, à l'image des précédentes 300. La seconde génération de la LHS est beaucoup plus haut de gamme que son prédécesseur, et son V6 3,5 L SOHC produit à présent 253 ch (189 kW; 257 PS) à 6 400 tr/min et 346 N m de couple à 3 950 tr/min.
Chrysler a abandonné la LHS après 2001, la remplaçant par la nouvelle Concorde Limited. Les carénages de la Concorde, la principale différence extérieure entre la Concorde et la LHS, ont été remplacés par ceux de la LHS. En effet, la LHS a été rebadgée en Concorde Limited permettant à Chrysler de rationaliser un peu sa gamme de modèles.

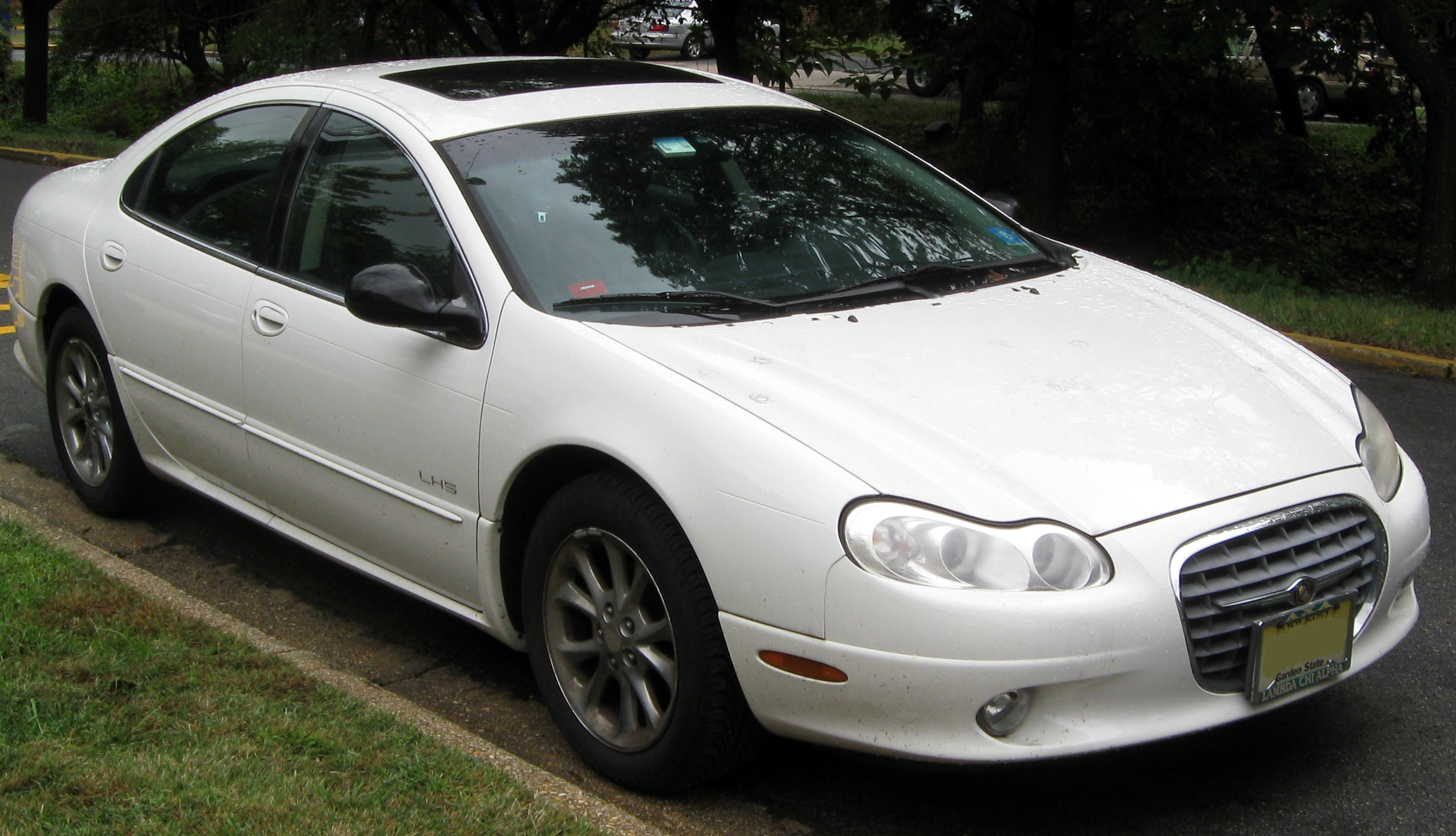
Chrysler LHS (Deuxième génération)
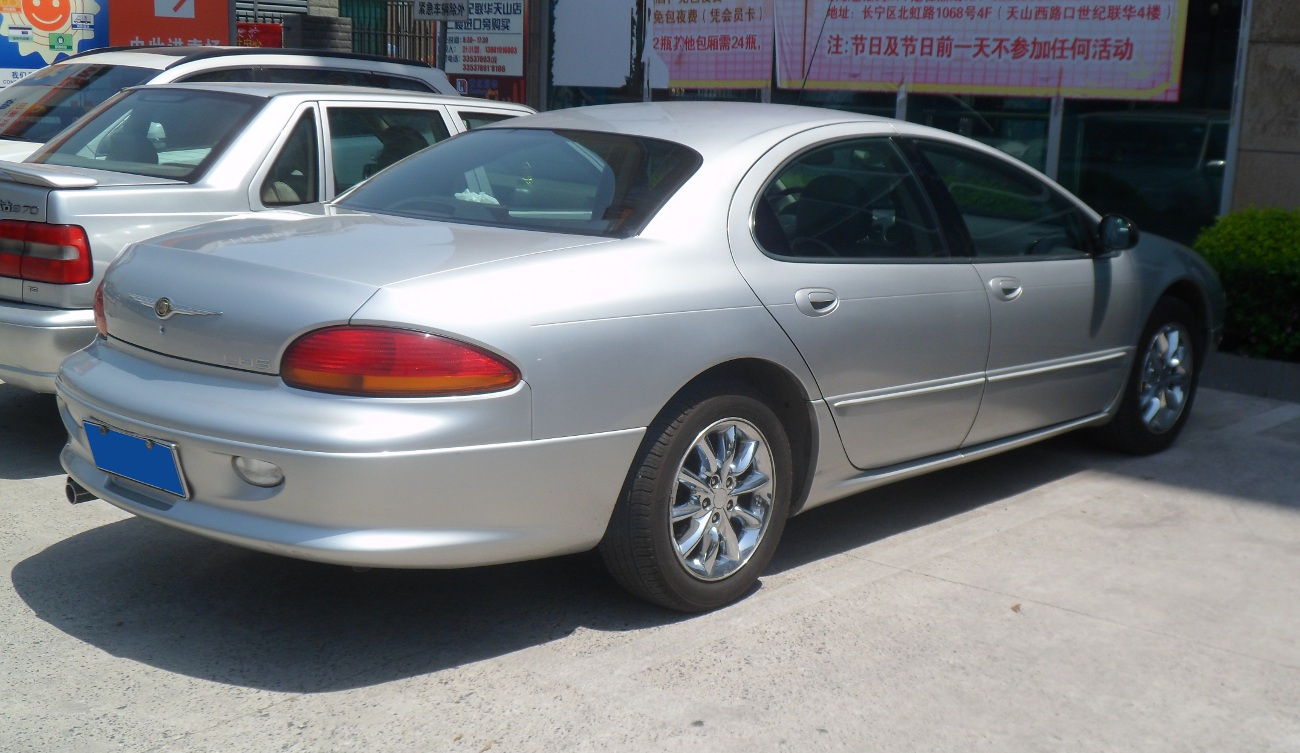
Chrysler LHS (Deuxième génération)

## Europe
La première génération de la LHS, vendue en Europe avec le nom "New Yorker" de 1995 à 1997, présentait des clignotants arrière orange, des feux de brouillard arrière, des répéteurs de clignotants latéraux, le retrait des marqueurs latéraux et des phares intégrant différentes géométries de verres et d'ampoules.

## Héritage
La première génération LHS a été salué par le journaliste automobile Jeremy Clarkson, qui est bien connu pour critiquer les voitures américaines, il a décrit la LHS comme « selon les normes mondiales, l'une des meilleures. » Le nom LHS a été abandonné après 2002, mais la production continua sous le nom de Concorde Limited.